# ソユーズT-3
ソユーズT-3 (Союз Т-3 / Soyuz T-3) は、ソユーズT宇宙船3回目のミッションで、初めて3人が搭乗し、地球を204周した。

## 乗組員
- レオニード・キジム (1) - 機長
- オレグ・マカロフ (2) - フライトエンジニア
- ゲンナジー・ストレカロフ (1) - 研究者

### バックアップ
- ワシリー・ラザレフ - 機長
- ヴィクトル・サヴィヌイフ - フライトエンジニア
- ワレリー・ポリャコフ - 研究者

## ミッションハイライト
サリュート6号への13回目の飛行である。1971年以来、初の3席シートとなるソユーズT型の試験を兼ね、サリュート6号の修理を目的として行われた。サリュート6号に同時に3人が乗り込んだのは、ソユーズ11号以来である。サリュート6号への滞在中、彼らはSplavとKristallユニットを使って材料実験を行い、SvetoblokとOazisユニットを用いて彼らがソユーズT-3で持ち込んだ生物の観察を行った。しかし、大部分の時間は、宇宙ステーションのメンテナンスに充てられた。12月2日、彼らはステーションの住環境を評価するためのMikroklimat実験と、熱制御システムの作業を開始した。4つのポンプを装備した新しい水圧ユニットを取り付けた。12月4日には、サリュート6号のテレメトリシステムの電子機器を交換した。12月5日には、電力システムの故障箇所の修理を行った。その他、機内制御システムのプログラムおよびタイミング装置の交換や、推進剤補給システムのコンプレッサーの電力供給システムの交換等を行った。